# ماروغامه (كاغاوا)
مدينة ماروغامه (بالإنجليزية: Marugame)‏ هي أحد المدن التابعة لمحافظة كاغاوا. تأسست رسميًا في 1899-04-01. ويقدر عدد سكانها بـ 110550 نسمة حسب تقدير مكتب الإحصاء الياباني لعام 2012. تبلغ مساحة ماروغامه 111.79 كم2. بكثافة سكانية تبلغ 989 نسمة/كم2.

## توأمة
لماروغامه (كاغاوا) اتفاقيات توأمة مع كل من:
- سان سيباستيان
- سوجو
- توكونامه
- تشانغ جياغانغ
- يوريهونجو
- كيوغوكو
- دايسن [الإنجليزية]‏
- إيمباري
- تواون
- غوادالوبي

## أعلام
- هاجيمي يوشيكاوا
- كاتسويوكي موتوهيرو
- نوبوهيرو مايدا
- كيايايتشيرو ناكانو
- توشيو ياموتشي